# 界沟镇
界沟镇，是中华人民共和国河南省商丘市虞城县下辖的一个乡镇级行政单位。

## 行政区划
界沟镇下辖以下地区：
界沟村、王桥村、贾庄村、邢营村、吕楼村、韩南村、杜庄村、范庄村、王楼村、赵楼村、沈老家村、大邵胡同村、韩老楼村、韩大庄村、鲁庄村、张店村、张庄集村、孙庄村、朱桥口村、大刘沿村、杨店村、玉皇阁村、李庄村、徐大庄村和徐暗楼村。